# Голицын, Григорий Сергеевич (1838)

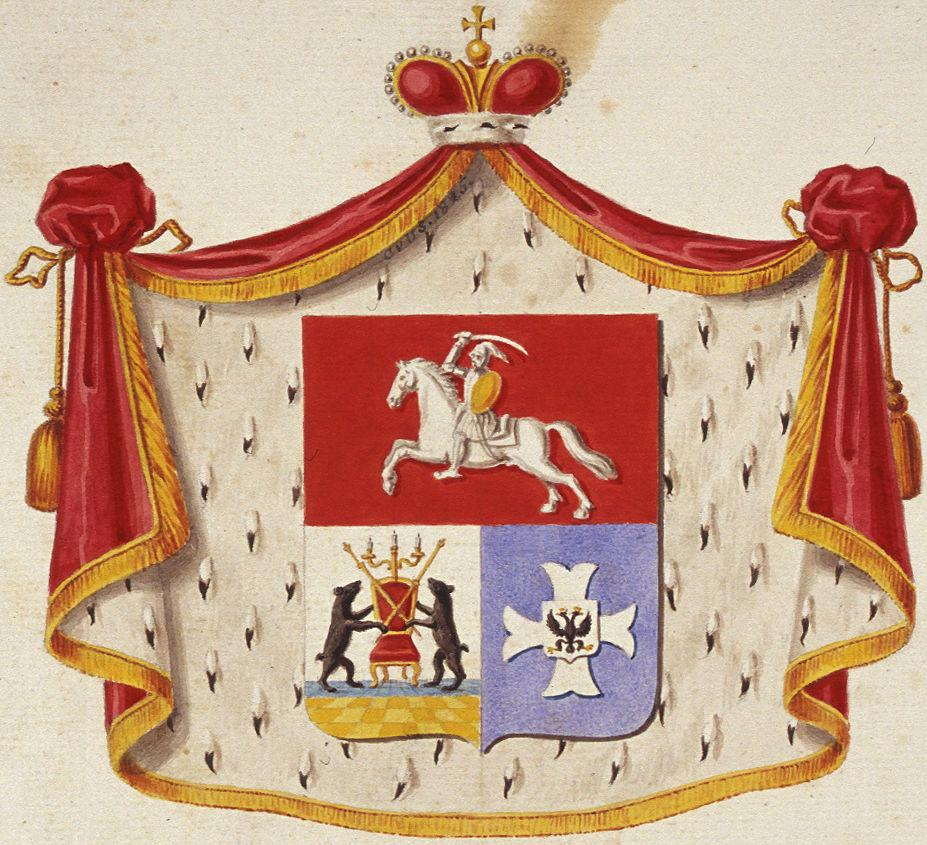
Герб рода князей Голицыных.

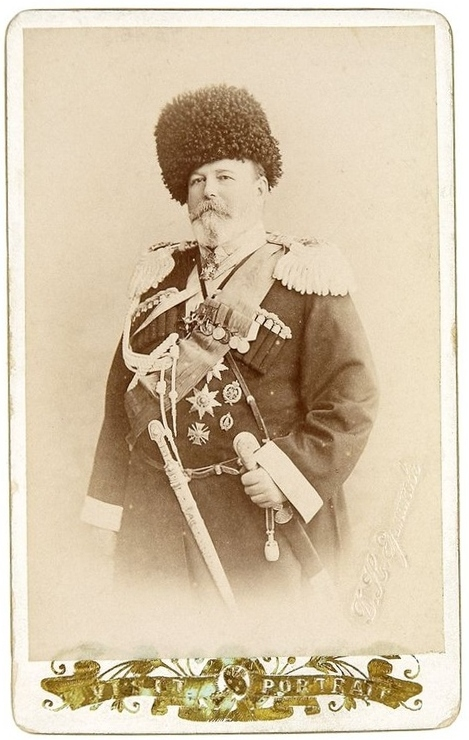
Князь Григорий Голицын, 1897 год.

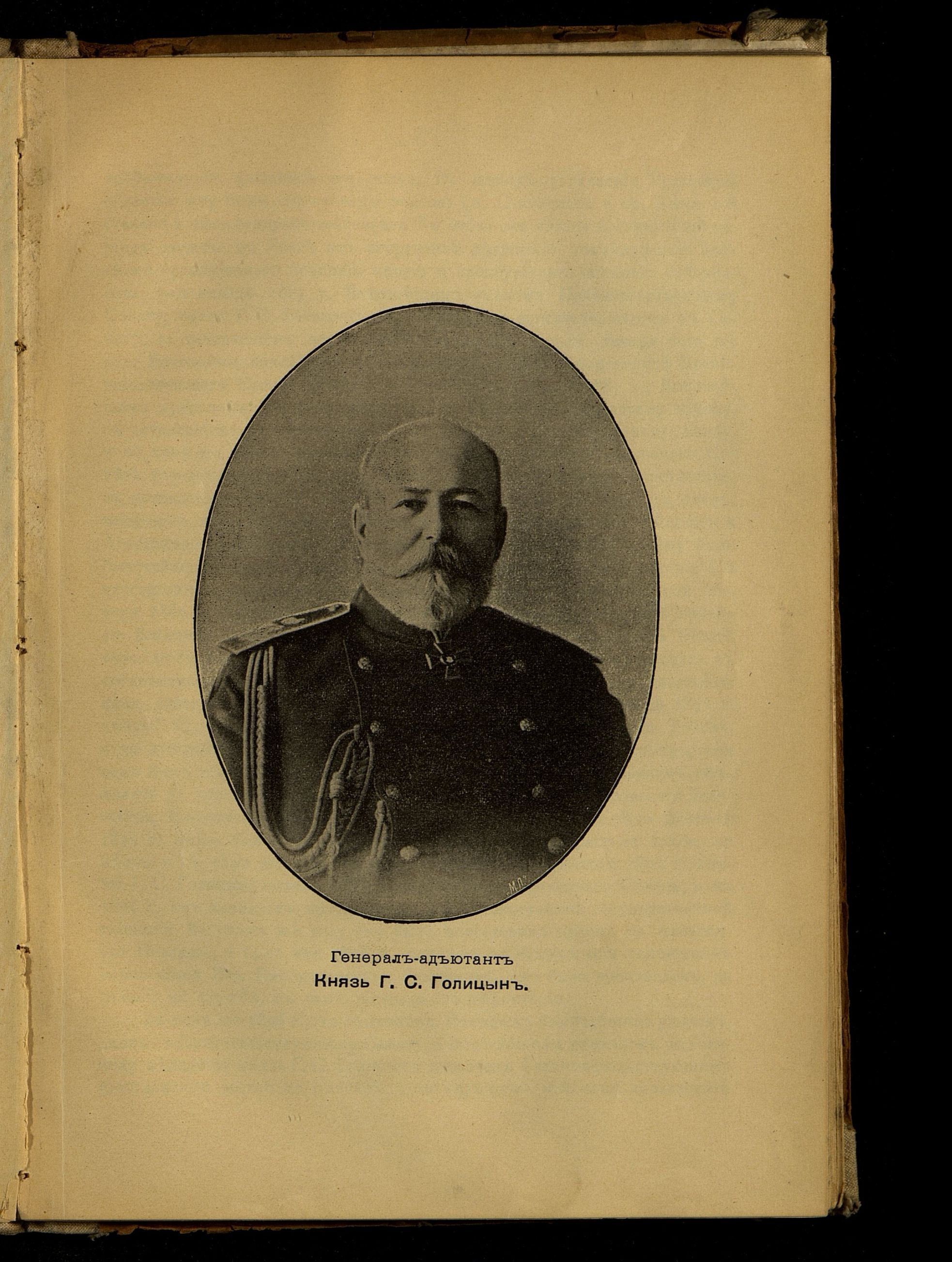
Князь Григорий Голицын, 1901 год.

Князь Григорий Сергеевич Голицын (20 декабря 1838  [1 января 1839], Старавесь, Подлясская губерния — 28 марта [10 апреля] 1907, Санкт-Петербург) — русский военный и государственный деятель. Главноначальствующий Кавказской администрации (1896—1905), губернатор Уральской области (1876—1885), участник Кавказской войны, генерал от инфантерии (14.05.1896), генерал-адъютант (02.03.1897).

## Биография
Князь Григорий Сергеевич Голицын родился 20 декабря 1838 (1 января 1839) года в имении Старавесь (пол. Starawieś) гмины Стара Весь (пол. Stara Wieś (gmina w powiecie węgrowskim)) Луковского уезда Подлясской губернии Царства Польского, ныне село входит в гмину Лив Венгрувского повета Мазовецкого воеводства Республики Польша (указывается также другая дата рождения — 20 октября (1 ноября) 1838 года и место рождения — село Гарбов гмины Гарбов Ново-Александрийского уезда Люблинской губернии Царства Польского, ныне село Гарбув гмины Гарбув Люблинского повета Люблинского воеводства Республики Польша).
Образование получил в Пажеском корпусе, откуда выпущен 16 (28) июня 1856 года корнетом в лейб-гвардии Гусарский полк.
С 12 (24) мая 1858 года был прикомандирован к штабу Гвардейского корпуса для подготовки поступления в Николаевскую академию Генерального штаба и 25 августа (6 сентября)  1858 года поступил в неё; 12 (24) апреля 1859 года произведён в поручики и 17 (29) октября 1860 года — в штабс-ротмистры. Окончив 18 (30) декабря 1860 года курс в Академии, был назначен состоять при главном штабе Кавказской армии; 19 (31) января 1861 года за успехи в науках произведён в ротмистры.
В кампании 1861 года в составе Адагумского отряда генерал-майора Павла Денисьевича Бабыча принимал участие в ряде экспедиций против горцев. В марте—мае находился в Абинском ущелье и занимался исправлением дорог между лагерем отряда и укреплениями Николаевским, Крымским и Ольгинским, все эти занятия сопровождались многочисленными перестрелками с горцами. В конце мая был в движении к Геленджикской бухте, причем отличился при овладении неприятельских позиций на хребте Кецегур. За отличие в кампании был награждён 16 (28) января 1861 года орденом Святой Анны III степени с мечами и бантом.
22 января (3 февраля)  1862 года князь Голицын был произведён в подполковники и, прослужив весну и лето на штабных должностях в Тифлисе, 16 (28) сентября 1862 года переведён в лейб-гренадерский Эриванский полк, где занял должность командира сводно-стрелкового батальона.
В кампании 1863—1864 годов, завершившей Кавказскую войну, Голицын принял участие, в составе того же Адагумского отряда, в походе против горцев Абхазии, причем с 26 декабря 1863 года (7 января 1864 года) по 17 (29) января 1864 года временно командовал полком. 26 мая (7 июня)  1864 года уволен на полгода в отпуск; 2 (14) октября 1864 года  произведён в полковники.
10 (22) декабря 1865 года князь Голицын был назначен командиром 14-го гренадерского Грузинского полка, которым командовал в течение шести лет. За приведение полка в образцовое состояние, 13 (25) августа 1868 года награждён орденом Святой Анны II степени с мечами. 21 сентября (3 октября)  1871 года назначен флигель-адъютантом к Его Императорскому Величеству с оставлением в занимаемой должности, а 16 (28) апреля 1872 года, — командиром лейб-гвардии Финляндского полка. 30 августа (11 сентября)  1873 года произведён в генерал-майоры и назначен в Свиту Его Императорского Величества. 26 августа (7 сентября)  1876 года был удостоен ордена Святого Владимира III степени.
30 августа (11 сентября)  1876 года князь Голицын назначен военным губернатором и командующим войсками Уральской области и наказным атаманом Уральского казачьего войска. В сентябре 1880 года временно исполнял дела Оренбургского генерал-губернатора и командующего войсками Оренбургского военного округа; 26 февраля (10 марта)  1883 года произведён в генерал-лейтенанты.
Был уволен от занимаемой должности военного губернатора и наказного атамана и назначен присутствовать в 1-м департаменте Сената с 5 (17) января 1885 года.
16 (28) января 1892 года командирован в Тобольскую губернию для устройства продовольственной части, в феврале с той же целью посетил Шадринский, Камышловский и Екатеринбургский уезды Пермской губернии и Троицкий уезд Оренбургской губернии. 1 января 1893 года назначен членом Государственного совета.
14 (26) мая 1896 года был произведён в генералы от инфантерии и после смерти Сергея Алексеевича Шереметева в декабре этого же года был назначен главноначальствующим Кавказской администрации, командующим войсками Кавказского военного округа и атаманом Кавказских казачьих войск; 2 (14) марта 1897 года назначен генерал-адъютантом с оставлением в занимаемых должностях.
Голицын резко негативно относился к армянскому национальному движению. Журналист Александр Валентинович Амфитеатров сохранил для истории одну из голицынских острот: «Доведу до того, что единственным армянином в Тифлисе будет чучело армянина в Тифлисском музее!». Главным идеологом голицынского курса стал беспринципный, но не бесталанный публицист Василий Львович Величко, редактор официальной газеты «Кавказ». Князь Г. С. Голицын стал одним из инициаторов принятия закона о конфискации имущества Армянской апостольской церкви и о закрытии армянских школ от 12 (25) июня 1903 года. Согласно закону, всё недвижимое имущество (включая территорию Эчмиадзинского монастыря) и капитал, принадлежавшие Армянской церкви и духовным учреждениям, переходили в ведение государства. Из доходов от конфискованного имущества и денежных средств выделялась доля их прежним владельцам — армянским духовным учреждениям.
14 (27) октября 1903 года на Коджорском шоссе близ Тифлиса генерал Голицын был тяжело ранен в результате покушения, совершённого членами армянской социал-демократической партии «Гнчак». 11 (24) августа 1904 года за труды по управлению Кавказом Голицын был награждён орденом Святого Владимира I степени. В должности главноначальствующего Голицын пробыл до 1 (14) января 1905 года, когда был назначен состоять при особе Его Императорского Величества.
После реформы Государственного совета (1906), князь Голицын остался его членом, входил в группу правых.
Князь Григорий Сергеевич Голицын  умер 28 марта (10 апреля) 1907 года в городе Санкт-Петербурге, похоронен на Никольском кладбище Александро-Невской лавры, ныне в муниципальном округе Лиговка-Ямская Центрального района города Санкт-Петербурга.

## Память
В честь князя Григория Сергеевича Голицына названа бухта Голицына (Карское море, Новая Земля, название присвоено в 1895 году).

## Награды
Российские:
- Орден Святого Владимира 1-й степени, 11 (24) августа 1904 года
- Орден Святого Александра Невского, 2 (14) апреля 1895 года
- Бриллиантовые знаки к ордену Святого Александра Невского, 1 (14) января 1901 года
- Орден Святого Владимира 2-й степени, 5 (17) апреля 1887 года
- Орден Святой Анны 1-й степени, 26 февраля (10 марта)  1881 года
- Орден Святого Станислава 1-й степени, 16 (28) апреля 1878 года
- Орден Святого Владимира 3-й степени, 26 августа (7 сентября)  1876 года с 5 (17) апреля 1876 года
- Орден Святой Анны 2-й степени с мечами, 13 (25) августа 1868 года
- Императорская корона к ордену Святой Анны 2-й степени, 1870 год
- Орден Святой Анны 3-й степени с мечами и бантом, 16 (28) января 1861 года
- Знак отличия беспорочной службы XV лет, 1900 год

Иностранные:
- Турецкий Орден Османие 3-й степени, 1872 год
- Прусский Орден Красного Орла 2-й степени, 1873 год
- Звезда к прусскому ордену Красного орла 2-й степени, 1876 год
- Австрийский Орден Франца Иосифа большой крест, 1874 год
- Шведский Орден Меча командорский знак 2-й степени, 1875 год
- Бухарский Орден Короны с бриллиантами, 1897 год
- Бухарский Орден Искандер-Салис («Солнце Александра»), 1900 год

## Семья
Род князей Голицыных происходит от великого князя литовского Гедимина. Его внук, князь Патрикей Наримунтович в 1408 году выехал на службу к московскому князю. Праправнук Патрикея, князь Михаил Иванович Булгаков по прозванию Голица стал родоначальником фамилии.
Предки Григория Сергеевича: Юрий Михайлович — Иван Юрьевич — Андрей Иванович — Андрей Андреевич — Алексей Андреевич — Борис Алексеевич — Сергей Борисович — Фёдор Сергеевич — Сергей Фёдорович — Григорий Сергеевич — Сергей Григорьевич.
- Отец князь Сергей Григорьевич (22 июля (3 августа)  1803 года — 19 ноября (1 декабря)  1868 года), отставной капитан гвардейской артиллерии, писатель.
- Мать Мария Ивановна (22 февраля (6 марта)  1819 года — 20 декабря 1881 года (1 января 1882 года)), урождённая графиня Езерская. Её отец Ян Непомук Павел Франтишек Езерский (пол. Jan Nepomucen Jezierski) (1786—1858), депутат Сейма.
  - Сестра Юлия (26 мая (7 июня)  1840 года — 12 (25) ноября 1914 года), фрейлина, с 1865 года замужем за  Константином Францевичем Горским (1827—1901).
  - Сестра Мария (11 (23) декабря 1841 года — 16 (28) июня 1896 года), с 1869 года замужем за камергером австрийского двора графом Фридрихом Францем фон Руммерскирхом.
  - Сестра Екатерина (март 1844 — ?), с 1864 года замужем за Станиславом Эдуардовичем Немоевским.
  - Брат Лев (12 (24) августа 1845 года — 13 (26) декабря 1915 года), главный винодел Главного управления уделов, с 1883 года женат на  Марии Михайловне Орловой-Денисовой (1856—1909).
  - Брат Фёдор (15 (27) августа 1850 года — 1920), камергер, предводитель дворянства Хвалынского уезда Саратовской губернии, с 1874 года женат на Марии Дмитриевне Нарышкиной (1849—1925).

Жена Мария Фёдоровна (1838 — 11 (24) марта 1913 года), дочь генерал-лейтенанта графа Фёдора Васильевича Орлова-Денисова; вдова графа Николая Ивановича Мусина-Пушкина (1834—1881). Вступила во второй брак 20 апреля (2 мая)  1883 года; детей не было.